# Gian Domenico Partenio
Gian Domenico Partenio, také psán jako Giovanni Partenico nebo Parteneo (pokřtěn 5. června 1633 Benátky – 18. února 1701 Benátky) byl italský zpěvák, kněz a hudební skladatel.

## Život
Narodil se v Benátkách jako syn Kateřiny a Angela Partenia a byl pokřtěn 5. června 1633 v kostele svatého Jana (Chiesa di San Giovanni in Bragora). V roce 1643 byl přijat do kněžského semináře Seminario Patriarcale di Venezia. Poté studoval občanské a církevní právo na univerzitě v Padově, které ukončil 30. června 1655. 28. listopadu 1656 byl vysvěcen na jáhna v kostele svatého Martina v Benátkách.
V únoru roku 1666 nastoupil jako zpěvák-tenorista do sboru baziliky svatého Marka v Benátkách. V červenci 1685 se stal zástupcem sbormistra a po smrti Giovanni Legrenziho v květnu 1690 se stal jeho nástupcem ve funkci maestra di cappella. Vedle své činnosti v bazilice sv. Marka působil také jako ředitel nemocnice Ospedale dei Mendicanti a nějakou dobu také v léčebně nevyléčitelně nemocných Ospedale degli Incurabili.
Jako operní skladatel debutoval v roce 1669 v divadle Teatro Santi Giovanni e Paolo dramatem Genserico, komponovaným na libreto hraběte Nicolò Beregana. Později napsal ještě čtyři další opery, ale proslul zejména jako sbormistr a skladatel chrámové hudby.

## Dílo

### Opery
- Genserico (libreto Nicolò Beregan, Benátky, Teatro Santi Giovanni e Paolo, 1669, spolupráce Antonio Cesti)
- Iphide greca (libreto Nicolò Minato, Benátky, I Saloni, 1671, pouze první dějství, další jednání: Domenico Freschi a Gasparo Sartorio)
- La costanza costanza trionfante (libreto Cristoforo Ivanovich, Benátky, Teatro San Moisè, 1673)
- Dionisio, overo La virtù trionfante del vitio (libreto Matteo Noris, Benátky, Chiesa dei Santi Giovanni e Paolo, 1681)
- Flavio Cuniberto (libreto Matteo Noris, Benátky, Chiesa di San Giovanni Grisostomo, 1681)

### Další díla
- Missa pro defunctis a quattro voci
- Jesum Nazarenum, mottetto a tre voci
- Confitebor tibi, mottetto a due voci
- Il fervido meriggio, kantáta
- Officium pro defunctis a quattro voci